# Eclogit

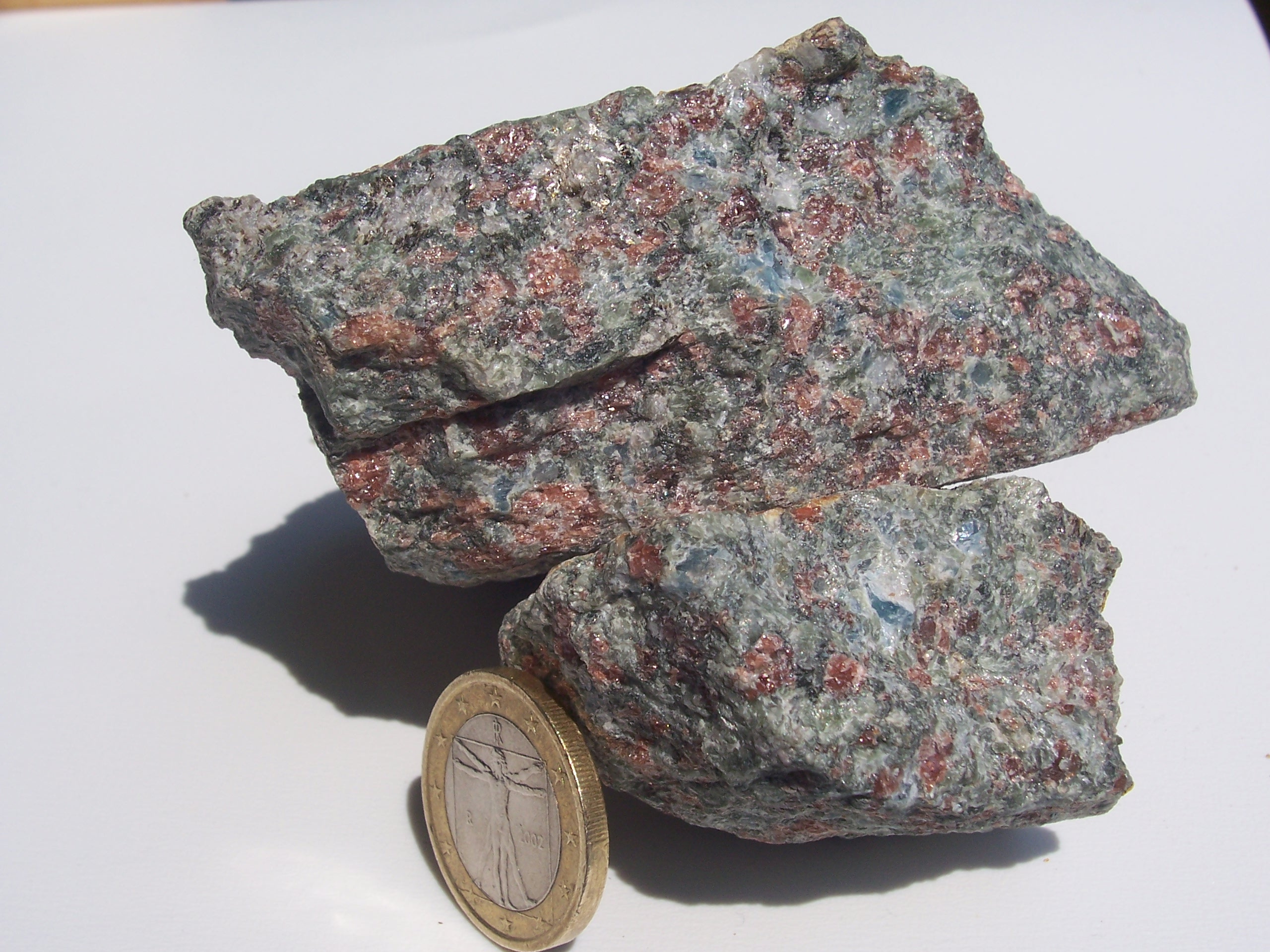
Piesă de eclogit din Norvegia cu o masă de fond granat (roșu) și omfacit (cenusiu-verde). Cristalele albastre sunt cianită. Cuarț alb minor este prezent, probabil din recristalizarea coezitului. Câteva pete de fengite alb-aurie pot fi văzute în partea de sus.

Eclogit este o rocă metamorfică care conține granat (almandină–pyrope) găzduită într-o matrice de piroxen (omfacit) bogat în sodiu. Eclogitul este o rocă metamorfică formată din roci vulcanice de tip mafic (bazalt sau gabrou). Aceasta se formează în zonele de subducție unde sunt presiuni foarte mari.